# Danny Frankel
Danny Frankel (* um 1955) ist ein US-amerikanischer Fusion- und Rockmusiker (Schlagzeug, Perkussion).

## Leben und Wirken
Danny Frankel hatte kurzzeitig Schlagzeugunterricht bei Paul Motian und spielte seit 1987 als Mitglied der Urban Verbs; in New York trat die Gruppe mehrfach in der Punk-Rock-Szene (im CBGB) auf. 1987 war er an Aufnahmen von The Satellites Four beteiligt, im Folgejahr bei The Nurses und The Reind Dears, um dann auch mit den Urban Verbs zwei Alben einzuspielen. Nach der Teilnahme an einer Show für den Sweet Relief Musicians Fund bei MTV (120 Minutes) war er auch in der Band von Lou Reed aktiv, mit dem er auch bei Dave Letterman und MTV auftrat und 1994 eine Neuversion des September Song einspielte. Nachdem die Urban Verbs sich 1981 auflösten, zog er an die Westküste und nahm Unterricht bei Perkussionisten wie Mike Pacheco, Kevin Ricard, Frank Colonx und Angel Figuerora. Frankel war dann ab Mitte der 1980er-Jahre in der Avantgarde- und Fusionszene des Nordwestens der USA aktiv, u. a. in der Formation Kamikaze Ground Crew. der auch Doug Wieselman, Steven Bernstein und Peter Apfelbaum angehörten. Ab den 1990er-Jahren spielte er außerdem mit Robin Holcomb, Jane St. Clair und Nels Cline.
1996 entstand in wechselnden Trio- und Duo-Besetzungen Frankels Debütalbum New Thing on Jupiter, gefolgt von The Vibration of Sound (mit Doug Wieselman, Pablo Calogero, Woody Jackson und Joseph Hammer) und die Trio-Produktion The Interplanetary Note/Beat Conference, die Frankel 2012 in Los Angeles mit Nels Cline und Larry Goldings einspielte, letztere nach Ansicht von Allmusic eine originelle und humorvolle Kombination der Besetzung Orgel, Gitarre und Schlagzeug. Im Bereich des Jazz war er zwischen 1983 und 2017 an 25 Aufnahmesessions beteiligt, zuletzt mit Chris Murphy. Im Laufe seiner Karriere arbeitete er außerdem mit Künstlern wie John Cale, Rickie Lee Jones, k.d. lang, Laurie Anderson, Fiona Apple, Marianne Faithfull und Beck. Ferner hatte er als Musiker Auftritte in den Spielfilmen Mörderische Freunde (1998, Regie Dan Rosen), The Hi-Line (1999, Regie Ron Judkins) und Solitary Man (2009).